# Oi Polloi
Gli Oi Polloi sono un gruppo Oi!/anarcho punk nato in Scozia attorno al 1981 e tuttora in attività.
Come da loro spiegato, il gruppo cerca di unire la musica Oi! di Cockney Rejects, Cock Sparrer, Sham 69, ecc., gruppi che avevano musicalmente ispirato i giovani fondatori degli Oi Polloi, con l'attitudine e l'impegno sociale dei Crass. Questo connubio ha creato un gruppo dalle sonorità decisamente Oi!, ma con attitudine spiccatamente anarcho punk, cosa ancor oggi molto rara nel panorama Oi! e Skinhead. Infatti l'anarcho punk è solitamente in contrasto con le visioni dell'Oi! e dello street punk.
In greco Oi Polloi significa "I molti".

## Storia del gruppo
La prima registrazione in studio degli Oi Polloi fu una cassetta intitolata Last Of The Mohicans, che venne diffusa nel 1984.
La loro carriera musicale, che continua tuttora dopo più di trent'anni, li ha visti fare numerosi tour e suonare in giro per tutta l'Europa e l'America.

## Discografia

### Demo
- 1984 - Last of the Mohicans
- 1985 - Destroi The System!
- 1986 - Green Anarchoi
- 1987 - 87 demo

### EP
- 1986 - Resist the Atomic Menace (ristampato nel 1994)
- 1988 - Outrage
- 1991 - Omnicide (Words of Warning Records)
- 1993 - Guilty (Ruptured Ambitions records)
- 1994 - Oi Polloi / Blownapart Bastards (split)
- 1994 - Oi Polloi - s/t (Nikt Nic Nie Wie)
- 1998 - Bare Faced Hypocrisy Sells Records The Anti-Chumawamba EP w/Riot/Clone, The Bus Station Loonies, Anxiety Society, The Chineapple Punks, Love Chips and Peas, e Wat Tyler (Ruptured Ambitions Records)
- 1998 - THC (Campary Rec.)
- 1999 - Let The Boots Do The Talking (Ruptured Ambitions)
- 2003 - Carson? (Nikt Nic Nie Wie)
- 2005 - Ceòl Gàidhlig mar Sgian nad Amhaich (raccolta con Mill a h-uile rud, Atomgevitter e Nad Aislingean, Problem Records)

### Album in studio
- 1986 - Skins 'N' Punks Volume Two (split con i Betrayed)
- 1986 - Unlimited Genocide (split con i A.O.A.)
- 1987 - Mad As... (split con i Toxic Ephex)
- 1987 - Unite And Win (Oi! Records)
- 1990 - In Defence Of Our Earth (Words of Warning Records)
- 1993 - You've Heard It All Before (traccia sulla The Crass Covers Compilation album, Ruptured Ambitions Records)
- 1994 - Fight Back! (ristampa di vecchio materiale proveniente da dischi split)
- 1996 - Total Anarchoi (raccolta live/studio, CD/LP)
- 1999 - Fuaim Catha (Skuld Records)
- 2002 - Outraged by the System (Step-1 Music)
- 2006 - Ar Cànan, Ar Ceòl, Ar-a-mach